# Les Guerriers de l'ombre 2

Les Guerriers de l'ombre 2 (Shadow Warriors II: Hunt for the Death Merchant) est un téléfilm canadien réalisé par Jon Cassar et sorti en 1999. C'est la suite des Guerriers de l'ombre.

## Synopsis
Le protagoniste doit stopper une attaque chimique dans sa mission et il va confronter au fantome du passe qui est son pire ennemie.

## Fiche Technique
genre : Action

## Distribution
- Hulk Hogan (VF : Pascal Renwick) : Mike McBride
- Shannon Tweed : Hunter Wiley